# Fernandezik wyspowy
Fernandezik wyspowy (Sephanoides fernandensis) – gatunek małego ptaka z rodziny kolibrowatych (Trochilidae). Endemiczny dla wyspy Robinson Crusoe z archipelagu Juan Fernández należącego do Chile. Jest to gatunek osiadły, występujący na tej wyspie razem z fernandezikiem chilijskim (S. sephaniodes), który migruje do Chile. Krytycznie zagrożony wyginięciem.

## Systematyka
Wyróżniono dwa podgatunki S. fernandensis:
- S. f. fernandensis (P. P. King, 1831) – wyspa Robinson Crusoe
- †S. f. leyboldi (Gould, 1870) – wyspa Alejandro Selkirk; wymarł; początkowo był uznawany za osobny gatunek[2].

## Morfologia
Ten gatunek posiada prawdopodobnie najwyraźniejszy dymorfizm płciowy spośród wszystkich kolibrowatych. W przeciwieństwie do wielu innych gatunków, gdzie samica posiada jedynie mniej intensywne ubarwienie niż samiec, u S. fernandensis jest ona równie barwnie, lecz zupełnie inaczej upierzona; w XIX w. była uznawana za osobny gatunek (Trochilus Stokesii), aż do czasu odkrycia gniazda z oboma ptakami z pary.
Samiec mierzy 11,5–12 cm, masa ciała wynosi 10,9 g. W większości posiada pomarańczowocynamonowe upierzenie, poza ciemnozielonymi skrzydłami, czarnym dziobem i opalizującym złotym wierzchem głowy. Długość ciała samicy wynosi około 10 cm, masa ciała 6,8 g. Posiada biały spód ciała z drobnymi zielonymi i czarnymi cętkami. Wierzch głowy opalizujący, niebieski, wierzch ciała niebiesko-zielony.

## Środowisko
Środowisko życia fernandezika wyspowego stanowią lasy, zarośla i ogrody. W lecie samce często są widywane w jedynym mieście na wyspie, San Juan Bautista, żerujące na roślinie Dendroseris litoralis, także krytycznie zagrożonej.

## Zachowanie
Samica składa 2 białe jaja w małym gnieździe w kształcie kubeczka, ulokowanym 3–4 m nad ziemią, zawsze w pobliżu drzewa Luma apiculata z rodziny mirtowatych.
Pożywienie tego gatunku stanowi nektar, często z kwiatów endemicznej dla tej wyspy rośliny Rhaphithamnus venustus i Dendroseris litoralis. Żywi się także na introdukowanych eukaliptusach i zaślazach oraz insektach. Oba ptaki z pary bronią swego terytorium.

## Status, zagrożenia i ochrona
Międzynarodowa Unia Ochrony Przyrody (IUCN) uznaje fernandezika wyspowego za gatunek krytycznie zagrożony (CR, Critically Endangered). Populacja tego gatunku zmniejsza się. Liczebność populacji szacuje się na 1500–3500 dorosłych osobników. Działania ochronne zostały podjęte w 2004 roku, wraz z kilkoma innymi organizacjami (The Hummingbird Society, American Bird Conservancy, Juan Fernández Islands Conservancy, Oikonos – Ecosystem Knowledge), by zapobiec wymarciu gatunku.
Archipelag Juan Fernández jest objęty ochroną w formie Parku Narodowego Archipiélago de Juan Fernández oraz jako rezerwat biosfery UNESCO.
Działania szkodzące fernandezikowi wyspowemu obejmują niszczenie lokalnej flory przez człowieka, pojawienie się gatunków inwazyjnych, jakimi są jeżyna z gatunku Rubus ulmifolius i Aristotelia chilensis z rodziny eleokarpowatych, ograniczenie ilości drzew Luma apiculata, na których budowane są gniazda, oraz drapieżnictwo ze strony kotów.
Na wyspie Alejandro Selkirk w tym samym archipelagu występował wymarły podgatunek S. f. leyboldi, po raz ostatni stwierdzony w 1908 roku.